# Бланкенштајн
Бланкенштајн (њем. Blankenstein) општина је у њемачкој савезној држави Тирингија. Једно је од 76 општинских средишта округа Зале-Орла. Према процјени из 2010. у општини је живјело 887 становника. Посједује регионалну шифру (AGS) 16075004.

## Географски и демографски подаци
Бланкенштајн се налази у савезној држави Тирингија у округу Зале-Орла. Општина се налази на надморској висини од 450 метара. Површина општине износи 1,5 km².

## Становништво
У самом мјесту је, према процјени из 2010. године, живјело 887 становника. Просјечна густина становништва износи 580 становника/km².